# Egaleo FC
Egaleo FC, grundad 3 november 1946, är en fotbollsklubb i kommunhuvudorten Aigáleo i Grekland, knappt tre kilometer öster om huvudstaden Aten. Klubben spelar säsongen 2020/2021 i den grekiska tredjedivisionen, Fotbollsligan.
Bortsett från ett flertal titlar på lokal amatörnivå är Egaleos största nationella bedrift en fjärdeplats i högstadivisionen säsongen 1970/1971. Säsongen 2004/2005 kvalificerade sig klubben för första gången för spel i Europa, då de slog ut turkiska Gençlerbirliği i kvalet till Uefacupen. I gruppspelet slutade Egaleo på en sistaplats med endast en poäng, efter ett oavgjort resultat hemma mot italienska Lazio.
Bara två säsonger efter Europaspelet blev Egaleo nedflyttade till grekiska andradivisionen, och därefter nedflyttade ytterligare två gånger på två säsonger till fjärdedivisionen. Klubben har sedan dess inte lyckats ta sig tillbaka till högstadivisionen.